# Limnoctites
Limnoctites är ett litet fågelsläkte i familjen ugnfåglar inom ordningen tättingar. Släktet omfattar traditionellt endast arten långnäbbad sumpjägare (Limnoctites rectirostris), men inkluderar efter genetiska studier numera även svavelstrupig sumpjägare (Limnoctites sulphurifera, tidigare i släktet Cranioleuca med svenska trivialnamnet svavelstrupig taggstjärt).